# جون إي. سافاج
جون إي. سافاج (بالإنجليزية: John E. Savage) هو عالم حاسوب ومهندس أمريكي، ولد في 19 سبتمبر 1939.